# Adolf Werth

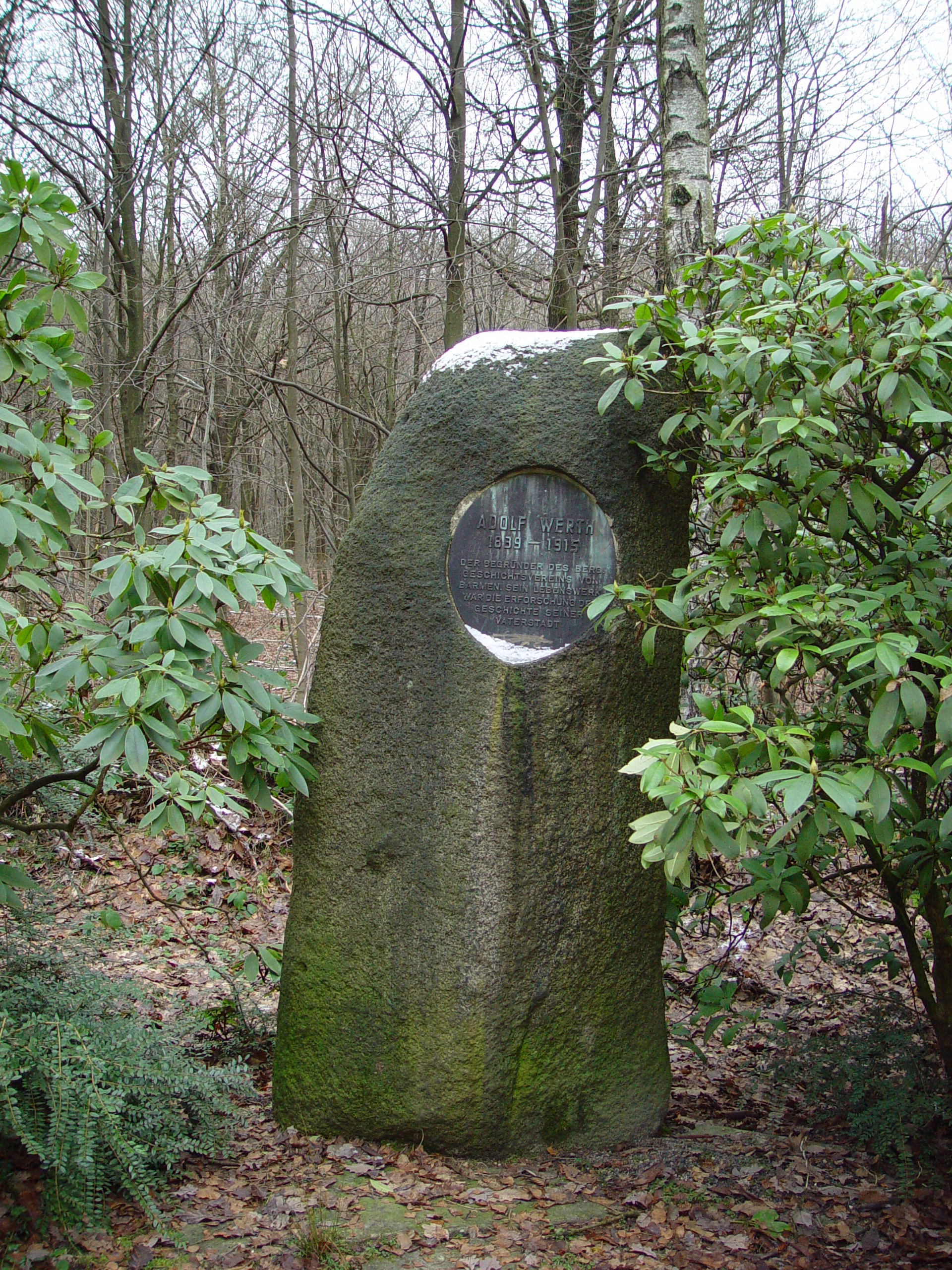
Der Adolf-Werth-Gedenkstein im Barmer Wald

Adolf Werth (* 25. April 1839 in Barmen, heute Stadtteil von Wuppertal; † 22. Februar 1915 ebenda) war ein deutscher Fabrikant, Heimatforscher und Mitbegründer des Bergischen Geschichtsvereins und des Schlossbauvereins Burg.
Der Erbe einer Fabrik für Barmer Artikel, der Firma Werth & Co seines Vaters Johann Wilhelm Werth sen., befasste sich bereits in jungen Jahren mit der Geschichte des Bergischen Lands und des Wuppertals. 1869 gründete er die Barmer Abteilung des Bergischen Geschichtsvereins und im darauf folgenden Jahr mit Julius Schumacher und anderen den Schlossbauverein Burg, der es sich zur Aufgabe machte, die verfallene Residenz und frühe Wehrburg der Bergischen Herzöge wieder aufzubauen.
Er führte ab 1872 das Archiv der Barmer Kirchengemeinde mit seltenen und wertvollen Urkunden der Stadt- und Kirchengeschichte, das zuvor von seinem Vater betreut wurde. Zu diesen Urkunden zählt unter anderem die Verleihung der Elberfelder und Barmer Garnnahrung. Er forschte zur Geschichte des 1466 erstmals erwähnten Barmer Hofes Werth, von dem seine Familie abstammte und über die Barmer Schulen. Auch zu den Bergischen Landwehren forschte er.
Zahlreiche weitere Schriften und Veröffentlichungen, unter anderem in der Zeitschrift des Bergischen Geschichtsvereins, folgten, darunter 1902 eine Barmer Kirchenchronik zum 200-jährigen Bestehen der Gemeinde und die Stadtgeschichte zum hundertjährigen Bestehen der Stadt Barmen im Jahr 1908.
Nach seinem Tode im Jahr 1915 wurde Adolf Werth auf dem evangelisch-reformierten Friedhof an der Bartholomäusstraße beigesetzt. Im Barmer Wald nahe dem Toelleturm wurde mit Hilfe des Barmer Verschönerungsvereins ihm zu Ehren am 15. Juli 1916 ein Gedenkstein mit Inschrift aufgestellt. Unmittelbar hinter dem Gedenkstein ist der als Bodendenkmal geschützte Wall der Barmer Linie der Bergischen Landwehr zu finden, über die er veröffentlichte.
Sein Grabstein, der zuletzt die kaum noch leserliche Inschrift „Der Bergische Geschichtsverein Barmen – In Dankbarkeit gewidmet Adolf Werth“ trug, wurde anlässlich der Neubelegung seiner Grabstätte 1986 entfernt.